# Mirabilis expansa
Pour les articles homonymes, voir Mirabilis et Expansa.
Espèce

Mirabilis expansa, ou mauka, est une espèce de plantes dicotylédones de la famille des Nyctaginaceae, originaire des Andes.
Le mauka est une plante à tubercule comestible dont les scientifiques pensaient qu'elle était disparue, bien qu'elle ait été décrite depuis 1794. Ce n'est qu'en 1965, qu'elle a été redécouverte dans une communauté rurale reculée de Bolivie. C'est l'une des neuf plantes cultivées dans les Andes pour leurs racines et tubercules, reconnues par le Centre international de la pomme de terre (CIP) pour leur importance nutritionnelle et économique pour l'agriculture de subsistance locale.

## Taxinomie

### Synonymes
Selon Plants of the World online (POWO) (24 janvier 2022) :
- Allionia expansa (Ruiz & Pav.) Kuntze

- Calymenia expansa (Ruiz & Pav.) Pers.
- Calyxhymenia expansa Ruiz & Pav.
- Oxybaphus expansus (Ruiz & Pav.) Vahl

### Variétés
Selon Tropicos (24 janvier 2022) (Attention liste brute contenant possiblement des synonymes) :
- Mirabilis expansa var. cascadia M.K. van Zant
- Mirabilis expansa var. expansa